# Labbaikudikadu
Labbaikudikadu là một thị xã panchayat của quận Perambalur thuộc bang Tamil Nadu, Ấn Độ.

## Nhân khẩu
Theo điều tra dân số năm 2001 của Ấn Độ, Labbaikudikadu có dân số 8820 người. Phái nam chiếm 44% tổng số dân và phái nữ chiếm 56%. Labbaikudikadu có tỷ lệ 72% biết đọc biết viết, cao hơn tỷ lệ trung bình toàn quốc là 59,5%: tỷ lệ cho phái nam là 78%, và tỷ lệ cho phái nữ là 66%. Tại Labbaikudikadu, 16% dân số nhỏ hơn 6 tuổi.